# Campeonato Sul-Americano de Voleibol Masculino Sub-21 de 2000
O  Campeonato Sul-Americano de Voleibol Masculino Sub-21  de 2000  é a décima - quinta edição do Campeonato Sul-Americano de Voleibol Masculino da categoria juvenil, disputado por seleções sul-americanas e ocorrendo a cada dois anos , cuja competição é organizada pela Confederação Sul-Americana de Voleibol.

## Equipes
Grupo  A 
  Chile
  Colômbia
  Venezuela
  Peru
Grupo B 
  Argentina
  Bolívia
  Brasil
  Paraguai

## Fórmula de disputa
As seleções foram distriuídas em dois grupos, onde em cada um todos se enfrentam e os dois primeiros colocados se enfrentam nas semifinais e o título será disputado na partida final.

## Tabela Final
| Posição | Time      |
| ------- | --------- |
|         | Venezuela |
|         | Brasil    |
|         | Argentina |
| 4       | Colômbia  |
| 5       | Chile     |
| 6       | Paraguai  |
| 7       | Peru      |
| 8       | Bolívia   |